# THE BATMAN-ザ・バットマン-
『THE BATMAN－ザ・バットマン－』（原題：The Batman）は、DCコミックスの「バットマン」に基づく2022年のアメリカ合衆国のスーパーヒーロー映画。バットマン映画フランチャイズのリブート作品に当たる。コロナ禍で当初予定していた2021年6月の公開から2度延期され、2022年3月4日に米国で公開された。
監督をマット・リーヴス、脚本をリーヴスとピーター・クレイグ、主人公のブルース・ウェイン / バットマン役をロバート・パティンソンが務める。その他、ゾーイ・クラヴィッツ、ポール・ダノ、ジェフリー・ライト、コリン・ファレルらが出演する。
本作はマット・リーヴス監督による「バットバース」の1作目であり、2本の続編と幾つかのスピンオフ作品が予定されている。

## あらすじ
ハロウィーン。ゴッサム・シティで市長の遺体をバットマンとジム・ゴードンが調べる。リドラーがバットマン宛に現場に手がかりをわざと残していた。市長はアイスバーグ・ラウンジで浮気していて、リドラーがその情報を垂れ込んでいた。コブル・ポットに白を切られながらもバットマンはセリーナ・カイルが話を聞いているのに気づく。バットマンはセリーナを尾行、市長の浮気相手の素性を知る。セリーナのアパートに二人で行ったら部屋が荒らされており、ニュースでリドラーが腐敗を暴き殺しで裁くと声明を流していた。

## 登場人物

### 主要人物
ブルース・ウェイン / バットマン
演 - ロバート・パティンソン、日本語吹替 - 櫻井孝宏
今作の主人公。ゴッサム・シティの犯罪者と戦うバットマンという裏の顔を持った億万長者。幼い頃に両親を暴漢に銃殺されており、復讐心と恐怖心から、蝙蝠の衣装をまとって犯罪者と戦うようになった。
本作のブルースは30歳で、バットマンとして活動し始めて2年目であり、経験豊富なクライムファイターではない。また、慈善活動やウェイン産業の経営などの表立った活動はしておらず、昼間は殆ど自宅に籠りきりという生活を送っている。
本作のブルース・ウェインという人物について、ブルース役のロバート・パティンソンは「信じられないほど弱く傷つきやすい子供であり、生き延びる為に、ゴッサム中の犯罪者と戦うだけでなく、全く異なる分身を持つ必要がある」との見解を示している。
セリーナ・カイル / キャットウーマン
演 - ゾーイ・クラヴィッツ、日本語吹替 - ファイルーズあい
今作のヒロイン。まだキャットウーマンとして活躍する前の状態であることが監督から説明されており、行方不明の友人を探しているときにバットマンと接触するナイトクラブの店員。ファルコーネと因縁があり、彼の資金を盗んで逃亡する機会を目論んでる。同棲していたアニカ・コスロフの失踪からこの事件に関わるようになる。
コスチュームもまだ猫の要素はなく、活動する際に被る目出し帽の角が猫のように尖ってる姿が後にキャットウーマンとして活躍していく事を暗示していると監督は説明している。
原作のイヤーワンのコミックに忠実なショートヘアと服装を再現しており、用途に応じて様々なウィッグを被ってラウンジ内で仕事をしながら友人の捜索を行う。
セリーナとアニカの関係性について、セリーナ役のゾーイ・クラヴィッツは「ある種の恋愛関係にある」との旨を、監督のリーヴスは「セリーナはアニカを性的な感情以上に思いやっていて、アニカもセリーナを愛している」との旨を述べ、非常に親密としている。
余談だが、ゾーイ・クラヴィッツは2017年のアニメーション映画『レゴバットマン ザ・ムービー』でもキャットウーマンを声優として演じている。
エドワード・ナッシュトン / リドラー
演 - ポール・ダノ、日本語吹替 - 石田彰
今作のヴィラン。？マークを犯行現場に残す連続殺人犯。ゴッサム市長殺害を皮切りに市の有力者を次々と殺害してはバットマンと法執行機関を暗号めいたなぞなぞで混乱に陥れる。
本作のリドラーは、実際に起きたゾディアック事件の犯人がモチーフとなっている。
リドラー役のポール・ダノは本作の前日譚にしてリドラーのスピンオフ作品であるコミック『ザ・リドラー：イヤーワン』の脚本も手掛けている。

### ウェイン家の人物
アルフレッド・ペニーワース
演 - アンディ・サーキス、日本語吹替 - 相沢まさき
ウェインの執事。元軍属の無骨な男。退役後にウェイン夫妻の護衛となった。ブルースに戦い方を教える。現在はブルースと複雑な関係にある。
トーマス・ウェイン
演 - ルーク・ロバーツ、日本語吹替 - 森久保祥太郎
ブルースの父親。20年前、ゴッサム・シティの再開発を掲げ市長に立候補するも、妻マーサとともに殺される。
マーサ・ウェイン
演 - ステラ・ストッカー
ブルースの母親。アーカム家出身の令嬢。夫とともに殺される。

### GCPD
ジェームズ・ゴードン警部補
演 - ジェフリー・ライト、日本語吹替 - 辻親八
ゴッサム市警察の刑事。2年前からバットマンに手を貸しており。警察とバットマンとの仲介を行いながらバットマンと共に捜査を行う。
バットマンが感情的になる未熟さから叱責をする等、時折厳しく接しながらサポートする。
ウィリアム・ケンジー
演 - ピーター・マクドナルド、日本語吹替 - 北田理道
ゴッサム市警の麻薬捜査官。
ピート・サベージ本部長
演 - アレックス・ファーンズ、日本語吹替 - 北川勝博
ゴッサム市警の本部長。リドラーに殺害される。
マッケンジー・ボック署長
演 - コン・オニール、日本語吹替 - 姫野惠二
ゴッサム市警の署長。
マルティネス巡査
演 - ギル・ペリッツ＝アブラハム、日本語吹替 - 越後屋コースケ
ゴッサム市警の警察官。

### 政治関係の人物
ベラ・リアル
演 - ジェイミー・ローソン、日本語吹替 - 村中知
ゴッサム・シティの市長候補。
ドン・ミッチェル・Jr.市長
演 - ルパート・ペンリー＝ジョーンズ、日本語吹替 - 佐藤隆太
ゴッサム市長。ハロウィーンにリドラーに殺害される。
ギル・コルソン検事
演 - ピーター・サースガード、日本語吹替 - 山岸治雄
ゴッサム・シティの地方検事。リドラーに殺害される。

### 裏社会の人物
カーマイン・ファルコーネ
演 - ジョン・タトゥーロ、日本語吹替 - 千葉繁
ゴッサム・シティの裏社会のボス。物静かで紳士にふるまっているが、裏では非道の限りを尽くしており、その力は政界や財界、警察にまで手が及んでおり恐れられている。バットマンに対して全くものおじをせずに「コスプレか？」と毒を吐き、挑発させる事を云いながら真実を言わずにリドラーに射殺される。　
オズワルド・“オズ”・コブ / ペンギン
演 - コリン・ファレル、日本語吹替 - 金田明夫
ファルコーネの右腕で、ナイトクラブ「アイスバーグ・ラウンジ」の経営者。まだ原作でお馴染みのペンギンとしてゴッサムに君臨する前の姿で、ペンギンと呼ばれることを嫌っており、バットマンに対しても本人が名乗った通りに敬意を払い「ミスター復習」と唯一呼んでいる。バットマンに対して恐れずに対等に話し合う。ブルースのことを「チャンプ（チャンピオンの略）」と呼ぶ。
ザ・ツインズ
演 - チャーリー・カーヴァー、マックス・カーヴァー
「アイスバーグ・ラウンジ」の用心棒。

### その他
アニカ・コスロフ
演 - ハナ・ハルジック
セリーナのルームメイト。セリーナと親密な関係にあるが、突如謎の失踪を遂げる。
ギャングのメンバー
演 - ジェイ・リクルゴ
顔に白と黒のメイクをしているギャングの新人。悪行を躊躇っている。
見えざる囚人（Unseen Prisoner）
演 - バリー・コーガン、日本語吹替 - 内山昂輝
逮捕されアーカムに収容されている。未公開映像ではバットマンがリドラーについて捜査する際に助言を求める。
ドロップヘッド強盗
演 - トニー・クリスチャン 、日本語吹替 - ノブ（千鳥）
映画序盤に出てくるコンビニを襲撃する特徴的なマスクを装着した強盗。バットシグナルの光を見た途端に逃げ出した。
2017年の映画『グッド・タイム』で、ロバート・パティンソンが演じたコニーと同じ服を着て、グッド・タイムズ・グローサリーという食料品店を襲撃している。

## 作中用語

### 場所
ゴッサム・シティ
ニュージャージー州に位置する、ブルース/バットマンの生まれ故郷にして活動拠点。全米有数の犯罪都市であり、犯罪や麻薬のドロップ、清廉潔白な権力者による賄賂等の汚職によって腐敗しており、麻薬に関しては富裕層の娯楽としても愛用されているため問題視されている。また、街は堤防で覆われ、孤島のようになっており、隣街であるブルードヘイヴンに隣接している。
GCPD
ゴッサム・シティの警察組織。バットマンの協力者であるジェームズ・ゴードンが勤めている。
アイスバーグ・ラウンジ
ゴッサムの中でも最大のナイトクラブ。ペンギンとファルコーネのアジトであり、地下のVIP専用のフロアでは富裕層特に腐敗した政界の大物達の溜まり場となっている。
アーカム・アサイラム
ゴッサム・シティの触法精神障碍者病棟。エドワード・ナッシュトン/リドラー以外にも多くの犯罪者が投獄されている。

### 兵装
バットスーツ
黒が基調色。拳銃やサブマシンガン、散弾銃の弾では貫通することはなく、至近距離の手榴弾でも失神程度で済む程に強固。
グローブにスタンガンがついてる。マントを変形させウイングスーツにでき、滑空に使用する。小型パラシュートも装備している。
バットラング
蝙蝠を模した手裏剣。本作はバットスーツの胸の蝙蝠のマークがバットラングそのものになっており、使用時には胸から取り外す。
コンタクトレンズ型カメラ
目に直接装着するカメラ。活動を記録し、証拠の収集、人物の特定、暗号の解読などに利用する。遠隔視聴も可能で劇中、セリーナに貸し出して情報収集を行った。
グラップル・ガン
ワイヤーの付いたアンカーを射出する。本作では腕に直接装着する形式になっており、両腕に一つずつ装着されている。
ユーティリティ・ベルト
小型時限爆弾、応急処置用の医薬品、発煙筒などを入れている。
バットモービル
本作ではマッスルカーが基になっている。
ウージー
ペンギンや彼の部下がバットマンとの戦闘で使用した銃。
タッカー（ステアツール）
エドワード・ナッシュトン/リドラーがドン・ミッチェル殺害に使用した器具。カーペットの張り替えの際に使用する。劇中では警官がタッカーと呼んでいるが実際の名前はステアツール。
スナイパーライフル
リドラーのフォロワー達が選挙の会場で使用した一発装填式の銃。

### その他用語
再開発計画
トーマス・ウェインが市長選で打ち出した計画。主な内容は麻薬の一掃、貧富格差の撤廃、堤防の建設が挙げられる。夫妻の死後は計画は頓挫。
ファルコーネはトーマスの資金を手に入れ、それでゴッサムを事実上裏から支配していた。

## 製作
元々は『バットマン vs スーパーマン ジャスティスの誕生』や『ジャスティス・リーグ』などのDCエクステンデッド・ユニバースのベン・アフレック版バットマンを主人公とした作品として計画されていた。アフレックは主演の他、製作・監督・脚本を務める予定だった。しかし、2017年頃にアフレックは監督・脚本を降り、マット・リーヴスが新たな監督・脚本に就任した。その後も暫く主演はベン・アフレックのまま製作されていたが、2019年1月にアフレックは出演しないことが明かされ、同年5月にロバート・パティンソンがバットマン役に選ばれたことが報じられた。こうして本作は若き日のバットマンに焦点を合わせ、バットマンの探偵としての側面を強調したバットマン映画フランチャイズのリブート作品として作られることとなった。
更なるキャスティングは2019年末までに行われ、プリンシパルフォトグラフィーは2020年1月にロンドンで開始された。3月に新型コロナウイルスの世界的流行の影響で製作が中断されたが、9月に再開され、2021年3月に撮影が終了した。
予告編や作中では、伝説的なロックバンド「ニルヴァーナ」の「Something In The Way」が印象的に使用される。監督のリーヴスは、主人公であるブルース・ウェインにカート・コバーンのイメージを重ねてこの映画を製作した。

## 公開
全米公開は当初2021年6月25日の予定であったが、新型コロナウイルスの世界的流行の影響で同年10月1日に延期され、その後、2022年3月4日に再延期された。日本では1週間遅れの2022年3月11日に公開。
ロシアでは2022年3月3日に劇場公開される予定だったが、前月に発生したロシアによるウクライナ侵攻を受けて、同国での劇場上映を一時保留にすることを同月1日に発表した。

## 評価

### 作品の評価
Rotten Tomatoesによれば、499件の評論のうち高評価は85%にあたる426件で、平均点は10点満点中7.6点、批評家の一致した見解は「不気味で冷徹、そして人の心をつかむスーパーノワールである『THE BATMAN－ザ・バットマン－』は、『ダークナイト』の実写化作品としては最も暗く希望のない、そして最もスリリングで野心的な作品の1つである。」となっている。Metacriticによれば、68件の評論のうち、高評価は53件、賛否混在は12件、低評価は3件で、平均点は100点満点中72点となっている。

### 受賞・ノミネート
| 賞                 | 授賞式        | 部門                            | 対象                       | 結果       | 出典          |
| ------------------ | ------------- | ------------------------------- | -------------------------- | ---------- | ------------- |
| 第95回アカデミー賞 | 2023年3月12日 | メイクアップ&ヘアスタイリング賞 | THE BATMAN-ザ・バットマン- | ノミネート | [ 31 ] [ 32 ] |
| 第95回アカデミー賞 | 2023年3月12日 | 音響賞                          | THE BATMAN-ザ・バットマン- | ノミネート | [ 31 ] [ 32 ] |
| 第95回アカデミー賞 | 2023年3月12日 | 視覚効果賞                      | THE BATMAN-ザ・バットマン- | ノミネート | [ 31 ] [ 32 ] |

## 関連作品

### DCユニバース
本作と本作の続編及び派生作品で構成される「バットバース」と並行して製作される、DCコミックス原作のフランチャイズ。
DCユニバースにおいてバットバースは、DCユニバースのメインシリーズとは別の世界観を持つ「DCエルスワールズ」の1シリーズと設定されている。